# Vanna (groupe)
Vanna est un groupe américain de post-hardcore, originaire de Boston, dans le Massachusetts, actif entre 2004 et 2017.

## Histoire

### Débuts (2004–2005)
Le groupe est formé en décembre 2004 par les guitaristes Nicholas Lambert et Evan Pharmakis. Le duo enregistre sa première démo MassArt, usant de la boite à rythmes issue du programme Reason. Peu après, ils recrutent le batteur Brandon Davis (à l'époque guitariste du groupe Therefore I Am), le bassiste Shawn Marquis, et le chanteur Joe Bragel. Ils enregistrent et publient ensuite leur premier EP intitulé This Will Be Our Little Secret. Le bassiste Shawn Marquis raconte qu'une centaine de copies ont été faites. C'est cet EP qui permet au groupe d'attirer l'intérêt des labels. Ils signent finalement en novembre 2005 avec Epitaph.

### Epitaph Records (2005–2009)
En mars 2006, un vinyle split 7" avec Therefore I Am de 500 exemplaires, est publié. Ils publient leur troisième EP et premier chez Epitaph Records, The Search Party Never Came en février 2006. Pendant les enregistrements, Vanna décide de se séparer du chanteur Joe Bragel. Nick Lambert le remplace pour l'album. Après le départ de Joe et la sortie de l'album en juin 2006, ils recrutent Chris Preece.
Après la sortie de The Search Party Never Came, le groupe tourne en été et en fin d'année, puis le 25 octobre 2006 traversent Seattle, Washington pour enregistrer leur premier album avec le producteur Matt Bayles (Mastodon, Norma Jean, The Fall of Troy, Pearl Jam). Ils travaillent en novembre 2006 jusqu'au 19 décembre 2006. En février 2007, le groupe tourne de nouveau avec The Esoteric et joue quelques dates à l'Epitaph Tour. Leur premier album, Curses, est publié le 24 avril 2007.
Le 15 février 2008, le batteur Brandon Davis joue son denier show en tant que membre de Vanna et se sépare du groupe pendant une tournée avec Knives Exchanging Hands et My Hero Is Me. Brandon explique que les raisons ne sont pas liées à des animosités entre membres. Le groupe le remplace par un ami de longue date, Ryan Seaman. Pour leur deuxième album, ils recrutent Chris Campbell comme batteur à plein temps. Leur nouvel album, A New Hope, est publié le 2 mars 2009. A New Hope atteint la 31e place des Billboard Heatseekers. En juillet 2009, Chris Preece décide de se séparer du groupe pour des raisons personnelles. Après leur tournée avec A Static Lullaby, Preece est remplacé par Davey Muise de Seeker Destroyer. Preece joue son dernier concert avec Vanna au Mansfield, pour le Warped Tour 2009.

### Artery Recordings (2010–2013)
En août 2010, Vanna annonce sa signature à Artery Recordings. Leur premier album au label est un EP intitulé The Honest Hearts enregistré avec le producteur Jay Maas, publié le 12 octobre 2010. Vanna publie le single Passerby issu de l'EP The Honest Hearts et un enregistrement de Trashmouth, et Dead Language for a Dying Lady avec Davey Muise. Le 2 janvier 2011, le groupe confirme sa venue aux Glow In The Dark Studios pour enregistrer un nouvel album, And They Came Baring Bones, avec le producteur Matt Goldman. Il est publié le 21 juin 2011. Le 2 février 2012, Evan Pharmakis (guitare, chant) et Chris Campbell (batteur) se séparent à cause de problèmes financiers. Evan forme un projet solo, Wind in Sails, et Chris devient directeur d'un magasin PacSun à Providence.
Vanna recrute un nouveau batteur, Eric Gross, et commence l'enregistrement d'un nouvel album, avec encore une fois le producteur Jay Maas. Le 19 mars 2013, le groupe publie l'album The Few and the Far Between, et commence une tournée pour le promouvoir de 2013 à 2014. En novembre 2013, le groupe enregistre quelques chansons et annonce un vinyle 7", Preying/Purging, le 17 décembre.

### Pure Noise Records et séparation (2014–2017)
En février 2014, le groupe est annoncé sur le label Pure Noise Records. Le groupe entre en studio pour enregistrer leur nouvel album avec le producteur Will Putney (Like Moths to Flames, Texas in July, Stray from the Path). Le 18 avril 2014, le groupe annonce le titre du cinquième album, VOID, et sa date de sortie pour le 16 juin 2014 chez Pure Noise Records. En août, le groupe est annoncé, avec d'autres groupes comme Sirens and Sailors, Sylar et Alive Like Me, en soutien à Beartooth pour leur tournée nord-américaine d'octobre.
Le 2 octobre 2015, ils publient l'EP de reprise ALT. Le 19 mai 2016, Vanna publie un clip de son single Pretty Grim, issu de son prochain album à paraître, All Hell.
Le 19 mai 2016, le titre Pretty Grim sort comme premier single de leur nouvel album, All Hell, prévu pour le 8 juillet 2016. Le 28 avril 2017, le groupe annonce la tournée All Good Things Must Come to An End, confirmant leur intention de se séparer. Joel Pastuszak choisit de ne pas participer à celle-ci. Les groupes Eighteen Visions, Knocked Loose, END, On Broken Wings, Like Pacific, Kublai Khan, Lions Lions, Old Wounds, Sharptooth, et Roseview les accompagneront dans cette tournée d'adieu. Les ex-membres du groupe Joe Bragel, Evan Pharmakis, Chris Preece, Brandon Davis et Eric Gross seront également présents pour leur dernière date le 15 décembre 2017 au Worcester Palladium à Worcester.
Depuis leur séparation, on peut retrouver le chanteur Davey Muise dans le groupe Trove mais aussi cinq des membres originels du groupe, Nicholas Lambert, Brandon Davis, Shawn Marquis, Evan Pharmakis, et Chris Preece dans le groupe Inspirit.

## Membres

### Derniers membres
- Davey Muise – chant (2009–2017)
- Joel Pastuszak – guitare solo, piano, programmation, chant clair (2012–2017)
- Nicholas Lambert – guitare rythmique, chœurs (2004–2017)
- Shawn Marquis – basse (2005–2017)
- Seamus Menihane - batterie, percussions (2015–2017)

### Anciens membres
- Joe Bragel – chant solo (2005–2006)
- Brandon Davis – batterie (2005–2008)
- Chris Preece – chant (2006–2009)
- Chris Campbell - batterie (2008–2012)
- Evan Pharmakis - guitare solo, chant clair, piano, programmation (2004–2012)
- Eric « Rabbit » Gross - batterie (2012–2015)

## Discographie

### Albums studio
| Date de sortie | Titre                       | Label             |
| -------------- | --------------------------- | ----------------- |
| 24 avril 2007  | Curses                      | Epitaph Records   |
| 24 mars 2009   | A New Hope                  | Epitaph Records   |
| 21 juin 2011   | And They Came Baring Bones  | Artery Recordings |
| 19 mars 2013   | The Few and the Far Between | Artery Recordings |
| 17 juin 2014   | Void                        | Pure Noise        |
| 8 juillet 2016 | All Hell                    | Pure Noise        |

### EP
| Date de sortie   | Titre                          | Label             |
| ---------------- | ------------------------------ | ----------------- |
| 2005             | Demo                           | /                 |
| Août 2005        | This Will Be Our Little Secret | /                 |
| 10 mars 2006     | Therefore I Am / Vanna         | Robotica Records  |
| 6 juin 2006      | The Search Party Never Came    | Epitaph Records   |
| 12 octobre 2010  | The Honest Hearts              | Artery Recordings |
| 17 décembre 2013 | Preying/Purging                | /                 |
| 2 octobre 2015   | ATL                            | Pure Noise        |